# Luciano Aquino
Luciano Aquino (Mississauga, 26 gennaio 1985) è un ex hockeista su ghiaccio canadese naturalizzato italiano, di ruolo attaccante.
Anche il fratello maggiore Anthony è un ex giocatore di hockey su ghiaccio.

## Carriera

### Club
Luciano Aquino, dopo essere cresciuto in alcune leghe giovanili nordamericane, iniziò la propria carriera nel 2004 con la maglia dei Brampton Battalions nell'Ontario Hockey League. Dal 2005 al 2007 alternò presenze in American Hockey League con la maglia dei Bridgeport Sound Tigers ad altre in formazioni della ECHL. Nella stagione 2007-2008 vinse con i Fort Wayne Komets il titolo della International Hockey League.
In Italia esordì nella stagione 2008-2009 (a campionato già iniziato) con la maglia dell'Asiago Hockey realizzando ben 38 punti (22 reti e 16 assist). Nella stagione 2009-2010 venne ceduto all'HC Valpellice dove ritrovò il fratello Anthony.
Dopo le annate positive trascorse in Serie A, passò all'ERC Ingolstadt nella DEL, superando un provino iniziale.
Al termine del campionato non venne rinconfermato ed il 13 luglio 2012 firmò un contratto annuale con l'EC Dornbirn, squadra della EBEL. A fine stagione si impose come miglior capocannoniere della lega, prolungando il suo contratto anche per il 2013-2014.
Dopo due anni trascorsi in Austria nel maggio del 2014 fu ingaggiato dal Färjestad, squadra della Svenska Hockeyligan. La sua avventura in Svezia durò pochi mesi: a dicembre, dopo essersi svincolato dal Färjestad, fece ritorno al Dornbirn dove rimase fino a fine stagione.
Rimasto senza squadra, nel novembre 2015 firmò per un'altra squadra della EBEL, il Red Bull Salisburgo.

### Nazionale
Aquino esordì con la maglia della Nazionale italiana nel dicembre del 2010, in occasione dell'Euro Ice Hockey Challenge. Successivamente fu convocato da coach Rick Cornacchia per il raduno della Nazionale ad Asiago nel marzo del 2011 ma non si presentò, in aperta contestazione con la LIHG, in quanto lo status di italo non gli permetteva di essere considerato un giocatore italiano a tutti gli effetti nella Serie A, e finché tale regola non fosse stata cambiata avrebbe continuato a rifiutare la convocazione.
La regola per la stagione 2012-2013 venne modificata ed i giocatori eleggibili per la Nazionale (quei giocatori che abbiano quindi trascorso almeno due anni di presenza, senza interruzioni, nel campionato italiano) vennero equiparati ai giocatori di scuola italiana, così nel gennaio del 2013 coach Tom Pokel richiamò Aquino in Nazionale per le partite di qualificazione alle Olimpiadi di Soči 2014. Ciononostante rifiutò nuovamente la convocazione.

## Palmarès

### Club
- Campionato austriaco: 1

Salisburgo: 2015-2016
- International Hockey League: 1

Fort Wayne: 2007-2008
- National Collegiate Athletic Association (Hockey East): 1

University of Maine: 2003-2004

### Individuale
- Maggior numero di assist della Serie A: 1

2009-2010 (46 assist)
- Maggior numero di assist della EBEL: 1

2012-2013 (54 assist)
- Capocannoniere della EBEL: 1

2012-2013 (71 punti)